# Burmogramma liui
Burmogramma liui — викопний вид сітчастокрилих комах вимерлої родини Kalligrammatidae, що існував у крейдовому періоді, 99 млн років тому. Описаний у 2018 році по екзоскелету, що виявлений у шматку бірманського бурштину.

## Опис
У Burmogramma на крилах були характерні вічкасті плями. Вважається, що завдяки подібності цих плям з очима хребетних, Burmogramma подібно до сучасних денних метеликів, могли відлякувати хижаків.

## Оригінальна публікація
- Q. Liu, X. M. Lu, Q. Q. Zhang, J. Chen, X. T. Zheng, W. W. Zhang, X. Y. Liu and B. Wang. 2018. High niche diversity in Mesozoic pollinating lacewings. Nature Communications 9:3793